# 김성호 (1956년)
김성호(金宗憲, 1956년 6월 23일 ~ , 전라남도 함평군)은 대한민국의 제7·8대 전라남도의원이다.

## 학력
- 1963.03 ~ 1969.02 함평국민학교 졸업
- 1969.03 ~ 1972.02 학다리중학교 졸업
- 1972.03 ~ 1975.02 살레시오고등학교 졸업
- 1975.03 ~ 1979.02 조선대학교 사범대학 졸업

### 비학위 수료
- 조선대학교 정책대학원 행정학 석사 수료
- 1999 ~ 2005 조선대학교 일반대학원 행정학과 박사 수료

## 경력
- 소안중학교 교사
- 기성상사 대표이사
- 함평기산초등학교 운영위원회 위원장
- (사)기성상사 대표이사
- 함평초등학교 총동창회 부회장
- 광주·전남 지역혁신위원회 위원
- 전라남도 함평군 지우회 회원
- 민주평화통일자문회의 위원
- 조선대학교 총동문회 부회장
- 국제라이온스협회 함평군 태양라이온스클럽 회장
- 민주당 전남도당 사무처장
- 민주당 전남도당 담양군·함평군·영광군·장성군 지역위원회 부위원장
- 2002.07 ~ 2006.06 제7대 전라남도의회 의원
- 제7대 전라남도의회 예산결산특별위원회 위원
- 2006.07 ~ 2010.06 제8대 전라남도의회 의원
- 2008.07 ~ 2010.06 제8대 전라남도의회 후반기 교육사회위원회 위원장

## 수상
- 새정치국민회의 총재 김대중 표창

## 역대 선거 결과
|  | 54.43% |

|  | 58.88% |

|  | 0% |

|  | 5.18% |